# Молинето (Лука)
Молинето је насеље у Италији у округу Лука, региону Тоскана.
Према процени из 2011. у насељу је живело 32 становника. Насеље се налази на надморској висини од 300 м.